# Дюваль, Эме
Э́ме Дюва́ль (анг. Эме Дюваль, 30 июня 1918, Ле Валь-д'Ажоль, Гранд-Эст, Франция — 30 апреля 1984, Гранд-Эст, Франция), более известный под сценическим именем Пер Дюваль — был французским священником Общества Иисуса, певцом, автором песен и гитаристом, добившимся большого успеха в 1950-х и 1960-х годах.

## Биография
Люсьен Дюваль родился в Ле-Валь-д'Ажоль в департаменте Вогезы и был крещен в Пломбьере.
После нескольких лет обучения в начальной школе в 1920 году он поступил в иезуитский колледж в Брюсселе, уже с желанием стать священником. В этот период он написал первый шансон. В 1936 году он присоединился к иезуитам и изучал католическое богословие.
24 июля 1944 года в Ангиене, Бельгия, принял сан священника. Сначала он работал учителем французского языка в Реймсе, пока не смог полностью посвятить себя музыке.
Через несколько лет после своего рукоположения Дюваль начал писать песни и исполнять их сначала в пабах и кафе. Вскоре его стали приглашать давать концерты. Его гастроли прошли по всей Европе: он дал 3000 концертов в 45 странах. 

## Концертная деятельность
Его концерт в Западном Берлине посетили 30 000 человек. Канцлер Конрад Аденауэр подарил ему гитару «в благодарность за радость, которую он принес молодежи».  В 1965 году отец Дюваль был первым священником, который пел «за железным занавесом»: он дал бесплатный концерт в Варшаве. Он также выступал в Америке.
Его первая запись была выпущена в 1956 году.  В 1961 году он уже продал более миллиона пластинок.  Всего он опубликовал 14 записей.
Стресс от гастролей и написания музыки привел его к алкогольному расстройству, которое быстро обострилось. В феврале 1969 года он предпринял попытку самоубийства, а затем после своего спасения прошел курс алкогольной дезинтоксикации в Версале.
Он боролся за то, чтобы зависимость была признана болезнью. В том же году у него случился рецидив. С тех пор он регулярно посещал собрания Анонимных Алкоголиков . Чтобы помочь своим товарищам по несчастью, в долгой поездке он продиктовал безжалостный рассказ о своей зависимости, который незадолго до смерти опубликовал в виде книги: L'enfant qui jouait avec la lune — «Ребенок, который играл с Луной». Книга, ставшая бестселлером, была подписана только именем автора: Люсьен; В качестве подзаголовка было его самоописание: Chanteur, Jésuite, Alcoolique.

## Смерть
Эме Дюваль умер 30 апреля 1984 года после концерта, который он дал в Меце, и был похоронен в Нанси.

## Музыкальные произведения
Он сам представлял свои шансоны и аккомпанировал им на своей гитаре (поэтому во Франции его называли «Гитаристом от Бога»). Жорж Брассенс очень ценил его и упомянул в своей песне. fr
Пер Дюваль был одним из пионеров Neues Geistliches Lied. Католический богослов Карл Ранер почитал стихи и сочинения Эме Дюваля как песню, которая исходит из сердца . 

## Дискография

### Некоторые композиции
- Ночь

- Улица Лонг Э

- В Бильбао

- Рукой

- «Я играл на флейте»

- Les Faces de carême ("Смейся или плачь, сделай что-нибудь...")

- Там было много людей

- «Господь вернется»

- Господи, друг мой